# 长安杰勋
长安杰勋（代号为CV11）是中國汽車製造商長安汽車於2007年至2010年間生產的一款多功能休旅車，亦是長安第一款七人車。

## 簡介
长安杰勋於2007年推出，其動力總成包括有兩升的四缸汽油引擎，能產生112kw及192牛頓米的力距以及配備有五速手動及自動變速箱。。

## 混能版
於2008年推出，是中國第一輛自主國產混合動力汽車。其油耗比汽油版改善了20%，排放量更達到歐盟IV型標準。長安汽車更為此而投資了3億元人民幣作為該輛車的研發及生產。

## 相關車型
- 雪鐵龍C4 Picasso

## 來源
1. ↑  .   [2020-04-11]. （原始内容存档于2020-07-01）.
2. ↑  .   [2020-04-11]. （原始内容存档于2016-04-13）.

## 外部連結
官方網站 （页面存档备份，存于）